# Puka (Albanien)
Puka (albanisch auch Pukë) ist eine Kleinstadt im Norden Albaniens mit 2500 Einwohnern (Volkszählung 2023). Es handelt sich um den Hauptort der gleichnamigen Gemeinde (bashkia) und des ehemaligen, gleichnamigen Kreises.
Bis zur Auflösung der Kreise im Jahr 2015 umfasste die Gemeinde Puka lediglich 40,21 Quadratkilometer. Dann wurde sie mit den anderen Gemeinden im Westen des Kreises zusammengelegt. Diese waren Gjegjan, Qelëz, Qerret und Rrapa, heute Njësitë administrative (Verwaltungseinheiten) der Bashkia Puka. Zur alten Gemeinde Puka gehörten nebst dem Städtchen die Dörfer Pukë-Fshat und Lajthiza, wo rund ein Fünftel der Bevölkerung lebte.
Die neue Gemeinde hat rund 6222 Einwohner (Volkszählung 2023). Innert zwölf Jahren von der Volkszählung 2011 (11.069 Einwohner) bis zur Volkszählung 2023 ist die Bevölkerung im Gebiet um 44 % zurückgegangen.
| Name    | Einwohner 2023 | Einwohner 2011 |
| ------- | -------------- | -------------- |
| Gjegjan | 1421           | 2846           |
| Puka    | 2508           | 3607           |
| Qelëz   | 882            | 1761           |
| Qerret  | 687            | 1498           |
| Rrapa   | 724            | 1357           |
| Total   | 6222           | 11.069         |

Puka liegt in einer gebirgigen Region Nordalbaniens auf über 800 Meter Höhe. Der Ort ist etwa 60 Kilometer östlich von Shkodra an der Hauptstraße nach Kukës und Kosovo, der Rruga shtetërore SH5, gelegen. Diese Route wird schon seit Jahrtausenden genutzt. In der Antike hieß Puka Epicaria, das von den Illyrern gegründet worden ist. Die antike Siedlung liegt vier Kilometer südlich.
Die Ruine einer Festung oberhalb des Ortes soll von Lekë Dukagjini stammen, einem Zeitgenossen von Skanderbeg, der der bekanntesten Fassung des albanischen Gewohnheitsrechts seinen Namen gab. Die Festung war aber schon früher bewohnt, seit rund 2000 Jahren.
In Puka lebte der Dichter Migjeni, dem ein kleines Museum gewidmet wurde.
Die Wirtschaft ist stark landwirtschaftlich geprägt. Wichtigster Arbeitgeber ist der Staat. Die Arbeitslosigkeit liegt bei gegen 40 %. Die Gemeinde hat in den letzten Jahren laufend Einwohner verloren, die an die Küste oder ins Ausland abgewandert sind. Am 29. April 2015 meldete die Bashkia von Puka, zahlungsunfähig zu sein. Die Gesamtschulden belaufen sich auf 26 Millionen Albanische Lek (rund 180.000 Euro).

## Persönlichkeiten
- Millosh Gjergj Nikolla, bekannt als Migjeni (1911–1938), Dichter
- Etilda Gjonaj (* 1981), Justizministerin
- Alban Beqiri (* 1994), Boxer
- Iltjan Nika (* 1995), Radsportler